# Bupleurum semicompositum
Bupleurum semicompositum är en flockblommig växtart som beskrevs av Carl von Linné. Bupleurum semicompositum ingår i släktet harörter, och familjen flockblommiga växter. Inga underarter finns listade i Catalogue of Life.